# Короткощёкие осы

Короткощёкие осы (лат. Vespula) — широко распространённый в Северном полушарии род перепончатокрылых насекомых семейства настоящих ос. Сестринский род — осы Dolichovespula.

## Название
Латинское название рода Vespula означает «маленькая оса». Первоначально Линней отнёс ос и шершней к роду Vespa «оса», но в XIX веке род Vespa был разделён на два рода: шершни (Vespa) и осы, в связи с чем для последних было введено новое название Vespula.
Русское слово «оса», как и латинское vespa/vespula восходят к общеиндовевропейскому названию осы *wobʰseh₂. От общеиндоевропейского слова, в конечном счёте, происходят названия осы в славянских, балтийских, германских и романских языках, например: бел. аса, лит. vapsva, англ. wasp, рум.  viespe.
В свою очередь, общеиндоевропейское название осы, вероятно, образовано от глагольного корня *webʰ- «вить», что связано с тем, что осы строят бумажные гнёзда.

## Распространение
В основном обитатели Северного Полушария. Два вида оса германская (Vespula germanica) и оса обыкновенная (Vespula vulgaris) интродуцированы в Северную Америку, где благополучно обосновались.

## Систематика
Род Vespula делится на три подрода. Номинативный подрод включает два вида с территории России: Vespula rufa и паразитирующего на нём Vespula austriaca. К подроду Rugovespula относится дальневосточный вид Vespula koreensis. Подрод Paravespula (иногда трактуемый как отдельный род) включает два самых распространённых вида: Vespula germanica и Vespula vulgaris, а также два вида, обитающих на юге Дальнего Востока России: Vespula flaviceps и Vespula shidai.

### Список видов
- Vespula acadica (Sladen, 1918)
- Vespula akrei Landolt in Landolt et al., 2010[3]
- Vespula arisana (Sonan, 1929)
- Vespula atropilosa (Sladen, 1918)
- Vespula austriaca (Panzer, 1799)
- Vespula consobrina (Saussure, 1854)
- Vespula flaviceps (Smith, 1870)
- Vespula flavopilosa Jakobson, 1978
- Vespula germanica (Fabricius, 1793)
- Vespula inexspectata Eck, 1991
- Vespula ingrica Birula, 1931
- Vespula kingdonwardi Archer, 1981
- Vespula koreensis (Rad., 1887)
- Vespula maculifrons (Buysson, 1905)
- Vespula nursei Archer, 1981
- Vespula orbata (Buysson 1902)
- Vespula pensylvanica (Saussure, 1857)
- Vespula rufa (Linnaeus, 1758)
- Vespula rufosignata Eck, 1998
- Vespula shidai Ish.,Yam.,Wagn., 1980
- Vespula squamosa (Drury, 1770)
- Vespula structor (Smith, 1870)
- Vespula sulphurea (Saussure, 1854)
- Vespula vidua (Saussure, 1854)
- Vespula vulgaris (Linnaeus, 1758)
- Vespula yichunensis Lee, 1986